# 予備自衛官補

予備自衛官補標旗

予備自衛官補（よびじえいかんほ、英: Self-Defense Forces Reserve Candidate。）は、 陸上自衛隊および海上自衛隊において採用する官職である。一般国民から公募し、教育訓練終了後は非常勤国家公務員の予備自衛官に任官する。有事や訓練など要事は、招集で陸上自衛隊または海上自衛隊で各任務に就く。徽章のデザインにRCの略称が見られる。

## 概要
自衛隊勤務未経験の一般国民を対象に公募し、試験を経て採用する。身分は非常勤の防衛省職員（特別職国家公務員）・自衛隊員で、防衛省職員の定員外として扱う。所定の教育訓練を修了したのち、予備自衛官に任官する。予備自衛官補を経て予備自衛官に就いた者を公募予備自衛官と称し、自衛官退職者たる（狭義の）予備自衛官と区別する。
教育訓練招集に応招する義務のみを有し、教育訓練招集手当がある。予備自衛官補制度は2001年（平成13年）に創設され、2002年（平成14年）度から陸上自衛隊が採用している。予備自衛官補は自衛隊の階級が存在せず、採用後、陸上自衛隊は「予備自衛官候補生」の官職名をもって呼称する。予備自衛官任官後は技能試験による任用であればそれぞれの領域で定められた階級、一般の予備自衛官としての任用であれば予備2等陸士の階級に指定される。予備自衛官任用後の職種・階級は、公募予備自衛官の項に詳述がある。任官後は勤務成績により昇進の機会がある。
本制度は、一般国民が自衛隊に接して理解を深める機会を設け、予備自衛官への門戸を広く開放すること、および優れた専門技能を持つ民間人の力を防衛力に組み込むことを目的とする。近年は幹部候補生を目指す大学生の応募も散見される。予備自衛官補は一般公募と技能公募があり、それぞれ筆記試験・口述試験・適性検査・身体検査を科す。

## 陸上自衛隊予備自衛官補（一般公募）
18歳以上52歳未満で自衛官であった期間が1年未満（未経験含む）の者が受験可能で、3年間で合計50日の教育訓練に出頭し、修了後に予備自衛官に任用される。
陸上自衛隊は、任用後に後方地域の警備要員などを務め、現職自衛官の新隊員教育とほぼ同じ教育課程の修了を要する。隊列行進や敬礼など基本教練から、歩哨、斥候、野戦築城、長距離行進、武器の分解結合、戦闘訓練、射撃訓練などを教育する。現職の新隊員教育よりも訓練期間が短く、体力練成は招集期間以外に各自が自主的に行うことを推奨している。

## 陸上自衛隊予備自衛官補（技能公募）
陸上自衛隊における技能公募予備自衛官補は、語学、医療、車両整備等の専門技術者たる予備自衛官になることを目的とする。訓練日数は2年間で合計10日である。訓練内容は一般公募に比べて少ないが、基本教練から射撃まで最低必要事項を訓練する。2013年（平成25年）度に弁護士と司法書士（法務）、臨床心理士（衛生甲）、2021年（令和3年）度に遺体衛生保全士と納官士（人事）、それぞれを追加した。

### 受験資格及び必要な資格免許・実務経歴等
1. 18歳以上で下の表の国家免許資格等を有する者（現に常勤の隊員、短時間勤務の官職を占める隊員、予備自衛官及び即応予備自衛官である者を除く。）
2. 自衛官であった者は、自衛官であった期間が1年未満である者（自衛官候補生から引き続き自衛官となった者であっては、 当該自衛官候補生としての勤務期間と自衛官としての勤務期間とを通算した期間が1年未満の者）
3. 予備自衛官補採用試験を受けられない者

ア 日本国籍を有しない者
イ 自衛隊法第38条第1項の規定により自衛隊員になることができない者 
禁錮以上の刑に処せられ、その執行を終わるまで又はその執行を受けることがなくなるまでの者
法令の規定による懲戒免職の処分を受け、当該処分の日から2年を経過しない者
日本国憲法又はその下に成立した政府を暴力で破壊することを主張する政党その他の団体を結成し、又はこれに加入した者
ウ 平成11年改正前の民法の規定による準禁治産の宣告を受けている者（心神耗弱を原因とするもの以外）
| 資格免許・実務経歴一覧（予備自衛官補〈技能公募〉募集要項〈令和3年度〉） | 資格免許・実務経歴一覧（予備自衛官補〈技能公募〉募集要項〈令和3年度〉） | 資格免許・実務経歴一覧（予備自衛官補〈技能公募〉募集要項〈令和3年度〉） |
| 技能区分                                                                | 国家免許資格等 | 年齢                                                                    |
| ----------------------------------------------------------------------- | --- | ----------------------------------------------------------------------- |
| 衛生（甲）                                                              | 医師及び歯科医師（経験年数12年以上） | 36歳以上 55歳未満                                                       |
| 衛生（甲）                                                              | 薬剤師（経験年数16年以上) 臨床心理士（経験年数16年以上） | 55歳未満                                                                |
| 衛生（甲）                                                              | 医師及び歯科医師（経験年数12年未満） 薬剤師（経験年数16年未満） 臨床心理士（経験年数16年未満） 公認心理師 | 54歳未満                                                                |
| 衛生（乙）                                                              | 理学療法士 作業療法士 診療放射線技師 臨床検査技師 看護師 救急救命士（准看護師の資格を併せて保有する者） 栄養士 准看護師 歯科技工士（歯科医師免許保有者は、衛生・ 乙（歯科技工士）の受験資格がある。） | 53歳未満                                                                |
| 語学（英語）                                                            | 外国語短期大学等以上卒業者又は実用英語技能検定（英検）準1級以上 若しくはこれと同等以上の能力を有する者 | 53歳未満                                                                |
| 語学（ロシア語）                                                        | 外国語短期大学等以上卒業者又はこれと同等以上の能力を有する者 | 53歳未満                                                                |
| 語学（中国語）                                                          | 外国語短期大学等以上卒業者又はこれと同等以上の能力を有する者 | 53歳未満                                                                |
| 語学（朝鮮語）                                                          | 外国語短期大学等以上卒業者又はこれと同等以上の能力を有する者 | 53歳未満                                                                |
| 語学（アラビア語）                                                      | 外国語短期大学等以上卒業者又はこれと同等以上の能力を有する者 | 53歳未満                                                                |
| 語学（フランス語）                                                      | 外国語短期大学等以上卒業者又はこれと同等以上の能力を有する者 | 53歳未満                                                                |
| 語学（ポルトガル語）                                                    | 外国語短期大学等以上卒業者又はこれと同等以上の能力を有する者 | 53歳未満                                                                |
| 語学（スペイン語）                                                      | 外国語短期大学等以上卒業者又はこれと同等以上の能力を有する者 | 53歳未満                                                                |
| 整備                                                                    | 一級大型又は小型自動車整備士 一級又は二級二輪自動車整備士 二級ガソリン自動車整備士 二級ジーゼル自動車整備士 | 53歳未満                                                                |
| 情報処理                                                                | システムアナリスト プロジェクトマネージャ アプリケーションエンジニア プロダクションエンジニア 第一種情報処理技術者 ソフトウェア開発技術者 ネットワークスペシャリスト データベーススペシャリスト システム運用管理エンジニアと同等の資格又は技能を有する者 テクニカルエンジニア - テクニカルエンジニア（ネットワーク） - テクニカルエンジニア（データベース） - テクニカルエンジニア（システム管理） - テクニカルエンジニア（情報セキュリティ） - テクニカルエンジニア（エンベデッドシステム） 上級システムアドミニストレータ 情報セキュリティアドミニストレータ 第二種情報処理技術者 基本情報技術者 システム監査技術者 応用情報技術者 ITストラテジスト システムアーキテクト エンベデッドシステムスペシャリスト 情報セキュリティスペシャリスト ITサービスマネージャ | 53歳未満                                                                |
| 通信                                                                    | 第一級総合無線通信士 第二級総合無線通信士 第三級総合無線通信士 第一級陸上無線技術士 第二級陸上無線技術士 工事担任者 - AI第一種 - アナログ第一種 - DD第一種 - デジタル第一種 - AI・DD総合種 - アナログ・デジタル総合種 | 53歳未満                                                                |
| 電気                                                                    | 第一種、第二種又は第三種電気主任技術者免状の交付を受けている者 | 53歳未満                                                                |
| 建設                                                                    | 一級又は二級建築士 測量士 測量士補 1級又は2級建設機械施工技士 1級又は2級土木施工管理技士 1級又は2級管工事施工管理技士 木造建築士 | 53歳未満                                                                |
| 放射線管理                                                              | 第1種又は第2種放射線取扱主任者 | 53歳未満                                                                |
| 法務                                                                    | 弁護士（経験年数12年以上）、司法書士（経験年数16年以上） | 55歳未満                                                                |
| 法務                                                                    | 弁護士（経験年数12年未満）、司法書士（経験年数16年未満） | 54歳未満                                                                |
| 人事                                                                    | 遺体衛生保全士、納棺士、保育士 | 53歳未満                                                                |

## 海上自衛隊予備自衛官補（技能公募）
2016年（平成28年）から海上自衛隊も予備自衛官補の技能公募を開始している。対象は海技士資格保有者である。
| 資格免許・実務経歴一覧（予備自衛官補〈技能公募〉募集要項〈令和3年度〉から抜粋） | 資格免許・実務経歴一覧（予備自衛官補〈技能公募〉募集要項〈令和3年度〉から抜粋） | 資格免許・実務経歴一覧（予備自衛官補〈技能公募〉募集要項〈令和3年度〉から抜粋）                                                                                           | 資格免許・実務経歴一覧（予備自衛官補〈技能公募〉募集要項〈令和3年度〉から抜粋） |
| 技能区分                                                                        | 技能区分                                                                        | 国家免許資格等 | 年齢                                                                            |
| ------------------------------------------------------------------------------- | ------------------------------------------------------------------------------- | --- | ------------------------------------------------------------------------------- |
| 船舶                                                                            | 甲                                                                              | 1級海技士（航海）（経験年数12年以上の者） | 35歳以上 55歳未満                                                               |
| 船舶                                                                            | 甲                                                                              | 1級海技士（機関）（経験年数12年以上の者） | 55歳未満                                                                        |
| 船舶                                                                            | 甲                                                                              | 1級海技士（航海）（経験年数12年未満の者）、1級海技士（機関）（経験年数12年未満の者） 2級海技士（航海）、2級海技士（機関）、3級海技士（航海）、3級海技士（機関）           | 54歳未満                                                                        |
| 船舶                                                                            | 乙                                                                              | 4級海技士（航海）（経験年数18年以上の者）、4級海技士（機関）（経験年数18年以上の者） 5級海技士（航海）（経験年数19年以上の者）、5級海技士（機関）（経験年数19年以上の者） | 54歳未満                                                                        |
| 船舶                                                                            | 乙                                                                              | 4級海技士（航海）（経験年数18年未満の者）、4級海技士（機関）（経験年数18年未満の者） 5級海技士（航海）（経験年数19年未満の者）、5級海技士（機関）（経験年数19年未満の者） | 53歳未満                                                                        |

## 予備自衛官補の教育訓練
予備自衛官補の教育訓練は一般公募（陸上自衛隊のみ）が50日間（3年以内）、技能公募（陸上自衛隊および海上自衛隊）が10日間（2年以内）で、これらは「タイプ」と称する連続5日間の訓練課程に細分化している（陸上自衛隊の場合）。予備自衛官および即応予備自衛官の訓練招集と異なり、5日間の教育訓練に分割出頭は認めない。体調不良や本業の都合などで途中離隊した場合は、原則として同一タイプの訓練に改めて5日間連続出頭する。
予備自衛官補の教育訓練は自衛官としての基礎を身に付けることが主眼で、技能公募の場合も各自が有する専門技能に関する教育よりも、一般公募と同様に、自衛官として求められる生活態度、統一的な行動を行うための基本動作や関係法令などの基礎知識、武器の取扱方法に関する教育が訓練の中心となる。

### 陸上自衛隊
一般公募（AからJまで10タイプ）
第1段階：A・B・C・Dタイプ（計20日間）
第2段階：E・F・G・Hタイプ（計20日間）
第3段階：I・Jタイプ（計10日間）
※第1段階のC・Dタイプ、第2段階（EからHタイプ）は順番に関わらず履修可能
技能公募（技1と技2の2タイプ）
第1段階：技1（5日間）
第2段階：技2（5日間）
教育訓練部隊および教育訓練地は、各方面隊ごとに下記部隊の駐屯地と定める。すべての応募者は例外なく、居住地を管内とする各方面隊の指定駐屯地で教育訓練を受ける。
北部方面隊管内：北部方面混成団
第120教育大隊（真駒内駐屯地）

東北方面隊管内：東北方面混成団
第119教育大隊（多賀城駐屯地）

東部方面隊管内：東部方面混成団
第117教育大隊（武山駐屯地）

中部方面隊管内：中部方面混成団
第109教育大隊（大津駐屯地）

西部方面隊管内：西部方面混成団
第118教育大隊（久留米駐屯地）
第113教育大隊（国分駐屯地）

### 海上自衛隊
技能公募（第1回と第2回）
第1回（5日間）
第2回（5日間）
海上自衛隊は、教育訓練部隊および教育訓練場所を下記とする。
大湊地方隊警備区内
函館基地隊（函館基地）

横須賀地方隊警備区内
横須賀教育隊（横須賀基地）

舞鶴地方隊警備区内
舞鶴教育隊（舞鶴基地）

呉地方隊警備区内
呉教育隊（呉基地）

佐世保地方隊警備区内
佐世保教育隊（佐世保基地）

## 予備自衛官補の宣誓
予備自衛官補は、自衛隊法第五十三条及び自衛隊法施行規則第四十一条の三に則り、入隊時に以下のような文章の記された宣誓文に署名をする事が義務付けられる。

## 予備自衛官補制度の今後の動向
防衛省内に設置された「防衛力の人的側面についての抜本的改革に関する検討会」が2007年（平成19年）に同省に提出した「防衛力の人的側面についての抜本的改革報告書」で、今後の検討課題として特に医療、語学、情報通信など特殊技能を有する者については予備自衛官補制度の海上自衛隊、航空自衛隊への導入も検討する方針を示した。海上自衛隊は2016年（平成28年）から、国家海技士資格保有者を対象に技能公募で予備自衛官補の採用を開始し、初年度は1名が合格した。2018年（平成30年）度は約20名を募集する。全日本海員組合は「事実上、民間人の徴用にあたる。」と反対している。
2019年（平成31年）4月に、予備自衛官補から志願した一般公募予備自衛官を即応予備自衛官に任用する制度を導入した。2020年（令和2年）9月に、一般公募予備自衛官出身の即応予備自衛官が初めて任命された。

## 著名な予備自衛官補経験者
- 荒木和博（陸上・技能公募、語学）（拓殖大学教授・特定失踪者問題調査会代表）
- 葛城奈海（陸上・一般公募）（女優・日本文化チャンネル桜キャスター）
- 佐波優子（陸上・一般公募）（フリーアナウンサー、日本文化チャンネル桜キャスター）
- 宮本佳那子（陸上・一般公募から技能公募、保育士[注 13]）（歌手・声優）
- 若林亜紀（陸上・技能公募、語学）（ジャーナリスト)

## 関連書籍
- いざ志願！ おひとりさま自衛隊（2010年8月文藝春秋刊）
  - 第4期予備自衛官補一般公募の岡田真理が、予備自衛官補の招集教育訓練についてを記したエッセイ・ルポ